# Symplectoscyphus rentoni
Symplectoscyphus rentoni är en nässeldjursart som först beskrevs av Bartlett 1907.  Symplectoscyphus rentoni ingår i släktet Symplectoscyphus och familjen Sertulariidae. Inga underarter finns listade i Catalogue of Life.